# Olivier Diomandé
Olivier Diomandè (Abidjan, 6 aprile 1974) è un ex rugbista a 15 ivoriano, attivo in carriera principalmente come tallonatore, ha sempre giocato in Francia.
In nazionale ha rappresentato la Costa d'Avorio.

## Biografia
Ivoriano da parte di padre, Diomandé ha sempre giocato in Francia legando il suo nome a squadre come Stade français, Montpellier e Racing Métro 92. A fine carriera torna a Nîmes dove si stabilisce e gestisce un'attività imprenditoriale.
Nel 2019 è stato nominato direttore generale delle selezioni nazionali di rugby della Costa d'Avorio.

## Palmarès
- Campionato francese di rugby a 15 Pro D2: 2
Montpellier: 2002-03
Racing Métro 92: 2008-09
- European Shield: 1
Montpellier: 2003-04